# Mouriri gonavensis
Mouriri gonavensis är en tvåhjärtbladig växtart som beskrevs av Ignatz Urban och Erik Leonard Ekman. Mouriri gonavensis ingår i släktet Mouriri och familjen Melastomataceae.
Artens utbredningsområde är Haiti. Utöver nominatformen finns också underarten M. g. hottensis.